# Giuseppe Bezzuoli
Giuseppe Bezzuoli (28 de novembro de 1784 - 13 de setembro de 1855) foi um pintor italiano do período neoclássico, ativo em Milão, Roma e sua cidade natal de Florença.

## Bibliográficas
- Bryan, Michael (1886).  Robert Edmund Graves, ed. Dictionary of Painters and Engravers, Biographical and Critical (Volume I: A-K). York St. #4, Covent Garden, London; Original from Fogg Library, Digitized May 18, 2007: George Bell and Sons. 123 páginas
- Rollins Willard, Ashton (1900). History of Modern Italian Art. [S.l.]: Longmans, Green & co., 39 Paternoster Row, London; Digitized by Googlebooks. pp. 282–3